# Lijst van rooms-katholieke bisschoppen van Stockholm
Onderstaand volgt een lijst van bisschoppen van het bisdom Stockholm, een Zweeds rooms-katholiek bisdom.
| Apostolisch vicaris van Zweden | Apostolisch vicaris van Zweden            | Apostolisch vicaris van Zweden |
| ------------------------------ | ----------------------------------------- | ------------------------------ |
| 1783 - 1790                    | Nikolaus Oster                            |                                |
| 1790 - 1795                    | Rafael d'Ossery                           |                                |
| 1795 - 1804                    | Paolo Moretti                             |                                |
| 1805 - 1833                    | Jean Baptiste Gridaine                    |                                |
| 1833 - 1873                    | Jakob Laurenz Studach                     |                                |
| 1874 - 1886                    | Johann Georg Huber                        |                                |
| 1886 - 1922                    | Albert Bitter                             |                                |
| 1922 - 1953                    | Johann Evangelist Müller                  |                                |
| Bisschop van Stockholm         |                                           |                                |
| 1953 - 1957                    | Johann Evangelist Müller                  |                                |
| 1957 - 1962                    | Knut Ansgar Nelson (coadjutor sinds 1947) |                                |
| 1962 - 1976                    | John Edward Taylor                        |                                |
| 1977 - 1998                    | Hubert Brandenburg                        |                                |
| 1998 - heden                   | Anders Arborelius                         |                                |